# نورمان برايت
نورمان برايت (بالإنجليزية: Norm Bright)‏ هو مدرس وعالم نفس أمريكي، ولد في 29 يناير 1910، وتوفي في 29 أغسطس 1996 بسبب ذات الرئة.